# Siphocampylus popayanensis
Siphocampylus popayanensis är en klockväxtart som beskrevs av George Bentham. Siphocampylus popayanensis ingår i släktet Siphocampylus och familjen klockväxter. Inga underarter finns listade i Catalogue of Life.